# Giuseppe Pillon
Giuseppe „Bepi“ Pillon (* 8. Februar 1956 in Preganziol) ist ein ehemaliger italienischer Fußballspieler und heutiger -trainer.

## Karriere

### Spielerkarriere
Pillon spielte bei Pro Magliano und für drei Jahre in der Jugendmannschaft von Juventus Turin. Später spielte er hauptsächlich für Mannschaften in der Serie C1 und Serie C2, unter anderem vier Jahre für den Traditionsklub Calcio Padova.

### Trainerkarriere

#### Frühe Jahre: Durchmarsch in die Serie B
Pillon begann seine Trainerkarriere 1992 beim Amateurverein Salvarosa. Anschließend wechselte er zu Bassano Virtus 55 ST und später zu FC Treviso im Jahr 1994. Er führte Treviso zu drei Aufstiegen in Folge bis in die Serie B. 1997 verließ er Treviso und wechselte zu Calcio Padova, wurde jedoch bereits nach wenigen Wochen wieder entlassen. In der Saison 2001/02 schaffte er mit Ascoli Calcio 1898 den Aufstieg von der Serie C1 in die Serie B. Zu Beginn der Saison 2003/04 war Pillon noch ohne Verein, übernahm aber im Januar 2004 AS Bari und rettete den Verein vor dem Abstieg.

#### Rückkehr zu Treviso und Serie A mit Chievo Verona
In der folgenden Saison (2004/05) wurde Pillon wieder vom FC Treviso verpflichtet und führte die Mannschaft in die Play-offs für die Serie A. Aufgrund seiner guten Leistungen wurde Pillon in der Saison 2005/06 von Chievo Verona verpflichtet und trainierte damit erstmals in seiner Karriere einen Verein in der Serie A. Bei seinem Einstand in der ersten Liga führte er Chievo zum respektablen sechsten Platz, begünstigt durch den Fußballskandal in der Serie A 2006 nahm er mit Chievo sogar an der Qualifikation zur UEFA Champions League 2006/07 teil, wo man aber gegen Lewski Sofia ausschied. Nach enttäuschenden Ergebnissen in der Saison 2006/07 wurde Pillon dann beurlaubt und durch Luigi Delneri ersetzt.

#### Dritte Amtszeit bei Treviso und Wanderjahre
2007 wurde Pillon dann erneut und zum dritten Mal Trainer vom FC Treviso, diesmal gemeinsam mit seinem Bruder Albino als Co-Trainer. Da Pillon, wann immer er Treviso trainierte, erfolgreich war, erhoffte man sich auch diesmal wieder gute Resultate von ihm, Pillon konnte die Erwartungen aber diesmal nicht erfüllen, landete mit dem Verein zwischenzeitlich auf dem letzten Platz und konnte den Abstieg nur knapp verhindern. Aufgrund dieser enttäuschenden Ergebnisse wurde Pillon entlassen und unterschrieb am 16. Dezember 2008 bei Reggina Calcio, die zu diesem Zeitpunkt abstiegsgefährdet waren. Auch hier lieferte Pillon nicht den gewünschten Erfolg, der Vertrag wurde bereits einen Monat später nach Amtsantritt, am 29. Januar 2009, aufgelöst. Anschließend trainierte er verschiedene Vereine in der Serie B.

## Trivia
- Pillon erlangte landesweite Aufmerksamkeit in seiner Amtszeit bei Ascoli Calcio 1898: Bei einem Spiel gegen Reggina Calcio erzielte Ascoli ein Tor während ein Spieler von Reggina verletzt auf dem Platz lag. Daraufhin wies Pillon seine Mannschaft an, sich nicht zu rühren und Reggina ein Tor erzielen zu lassen, was die Spieler dann auch taten. Das Spiel verlor Ascoli mit 1:3, anschließend wurde Pillon heftig kritisiert von den Fans. Pillon verteidigte jedoch seine Aktion und bekam dafür 2009 den International Fair Play Price.[2]